# Karroonsyllis exogoneformis
Karroonsyllis exogoneformis är en ringmaskart som beskrevs av San Martin och López 2003. Karroonsyllis exogoneformis ingår i släktet Karroonsyllis och familjen Syllidae. Inga underarter finns listade i Catalogue of Life.